# Ruta del Vino del Valle del Cachapoal

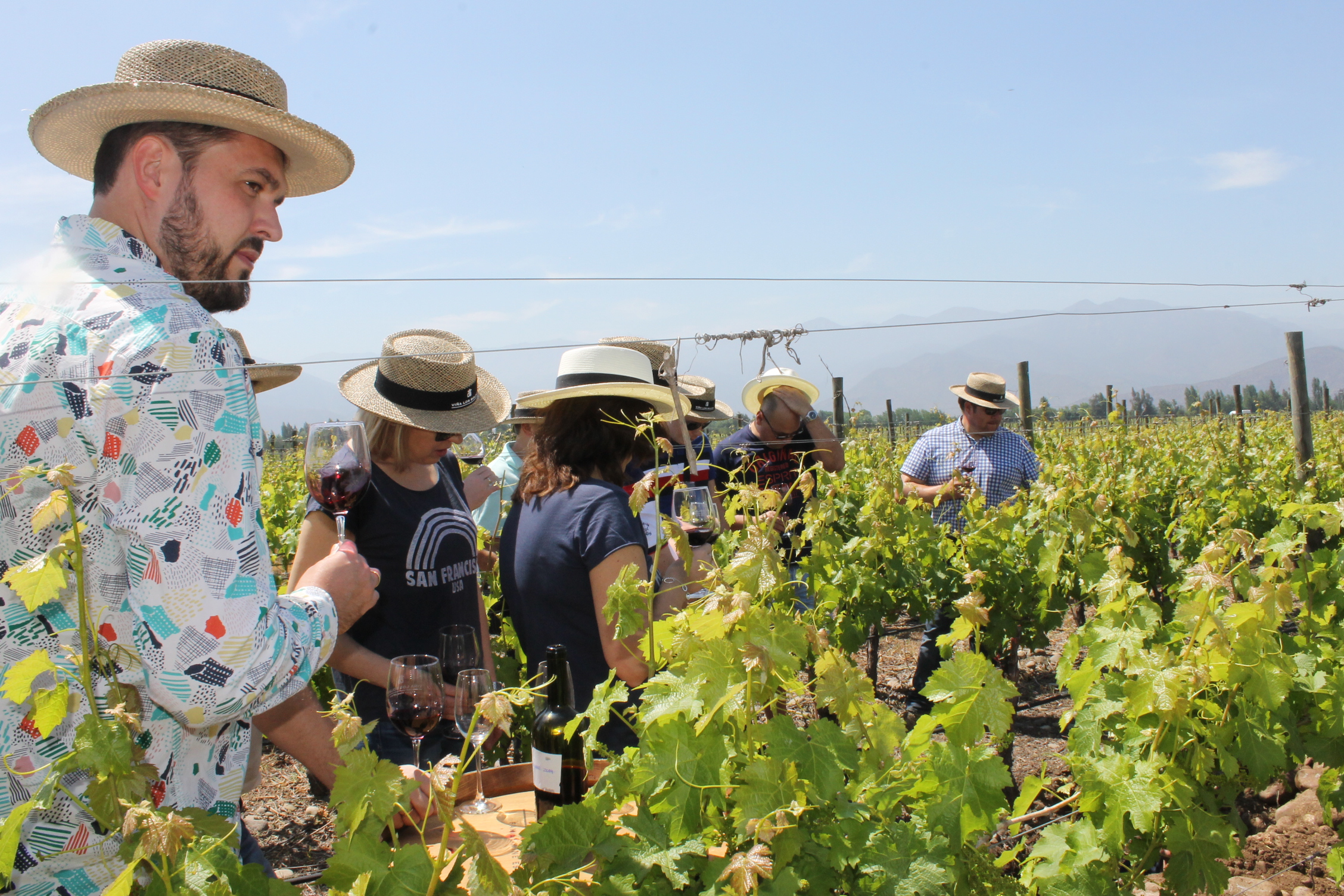
Viña Chateau Los Boldos en Requínoa

La ruta del vino del Valle de Cachapoal se encuentra ubicada en la región vitícola del Valle Central, subregión Valle del Rapel, Región del Libertador General Bernardo O'Higgins, Chile. En este valle existen  viñas abiertas permanentemente a la actividad turística y otras que abren sus puertas de forma ocasional.
En el Valle de Cachapoal es posible encontrar desde pequeños viñateros hasta las marcas más potentes del país, en las que se destacan;  Viña Los Boldos, Viña San Pedro, Viña San José de Apalta, Viña Puntí Ferrer, Viña Vik, Viña MiLuna, Viña Tipaume, Viña Trabun, Viña La Torina, Viña Santa Mónica, Viña La Rosa y Viña Valle Secreto, entre otras.
En junio del 2019 se formaliza la Asociación Gremial Ruta y Vinos Cachapoal liderada por el Sr. Antonio Puntí Ferrer con el objeto de "Potenciar la identidad y promoción del vino del Valle de Cachapoal". con la profesional Valeria Gallardo Mendoza en la gerencia.

## Principales viñas
Las principales viñas productoras de vino abiertas al turismo en el Valle de Cachapoal son:
- Viña Valle Secreto, Camino Los Maquis s/n, Pelequén, Malloa.
- Viña VIK, Millahue, San Vicente de Tagua Tagua.
- Viña San Pedro (Altair), Requínoa.
- Viña Los Boldos,  Requínoa.
- Viña La Torina, Pichidegua.
- Viña Torreón de Paredes, Camino a Las Nieves s/n, Rengo.
- Viña Tipaume, Camino a Las Nieves, San Carlos s/n, Rengo.
- Viña Borde Lago, Las Cabras.
- Viña Casas del Rio Peumo, Rengo

## Fiestas de la Vendimia

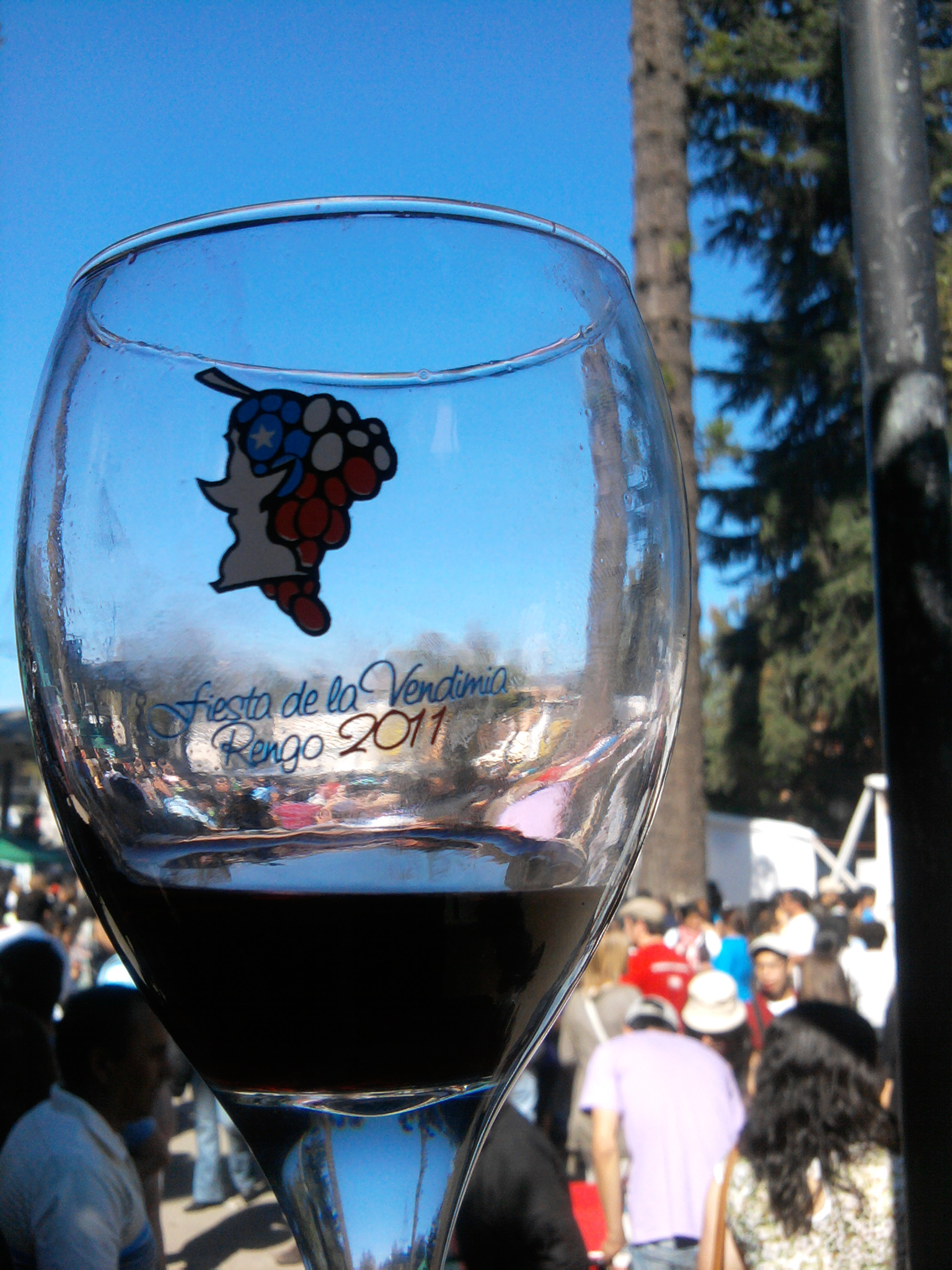
Copa conmemorativa de la Fiesta de la Vendimia de Rengo en 2011

La Fiesta de la Vendimia de Rengo, se realiza en la Plaza de Armas de la comuna de Rengo, es una actividad organizada por el Municipio de Rengo, en la cual se montan 150 stands para albergar muestras de artesanía, 150 stands para muestras de gastronomía local y se levanta un gran escenario para animar loa actividad, cuanta además con la elección reina, muestras de folclore, entre otras actividades.
La Fiesta de la Vendimia de Zuñiga, se realiza en la localidad de Zúñiga, en la comuna de San Vicente de Tagua Tagua, esta actividad es organizada por la junta de vecinos de esa localidad, cuenta con muestra de artesanías, cocinerías, desfile de huasos, desfile de carruajes antiguos y diversas actividades culturales.
La Fiesta de la Vendimia del Valle de Almahue, esta actividad se realiza en el sector de Molino de Santa Amelia en la comuna de Pichidegua, se trata de un evento de carácter costumbrista y orientado a la familia. Este evento es organizado por la Municipalidad de Pichidegua, el que gracias a la participación de más de 400 microempresarios agrícolas de Prodesal permiten la muestra de artesanías, productos agrícolas, miel, mermeladas. El Valle de Almahue es conocido por ser la cuna del Carmenere en Chile.

## Otras festividades
La Fiesta del Chacolí, es una actividad que se celebra en la localidad de Doñihue desde el año 1976 fue creada por el alcalde de la época Don Aquiles Carrasco Díaz, en el año 2013 la fiesta se trasladó a la localidad de Rinconada en la misma comuna. Esta fiesta esta dedicada al vino tradicional que se produce en Chile y en España, se celebra cada año en la segunda semana de julio.